# Wiesław Szulc
Wiesław Piotr Szulc (ur. 7 lipca 1963 w Warszawie) – polski doktor habilitowany, profesor nadzwyczajny w dziedzinie agronomii, specjalność chemia rolna na Wydziale Rolnictwa i Biologii Szkoły Głównej Gospodarstwa Wiejskiego w Warszawie, Katedra Nauk o Środowisku Glebowym, Zakład Chemii Rolniczej, autor licznych publikacji naukowych i opracowań.

## Życiorys
Ukończył studia magisterskie na Wydziale Rolniczym Szkoły Głównej Gospodarstwa Wiejskiego w Warszawie w 1989 roku a następnie rozpoczął studia doktoranckie z Zakładzie Chemii Rolnej Wydziału Rolniczego SGGW w Warszawie. W 1995 roku uzyskał stopień doktora i rozpoczął pracę na stanowisku adiunkta na Wydziale Rolnictwa i Biologii Szkoły Głównej Gospodarstwa Wiejskiego w Warszawie. Od 2008 roku na mocy decyzji Centralnej Komisji do Spraw Stopni i Tytułów doktor habilitowany na Wydziale Rolnictwa i Biologii Szkoły Głównej Gospodarstwa Wiejskiego w Warszawie, Katedra Nauk o Środowisku Glebowym, Zakład Chemii Rolniczej. W 2011 roku otrzymuje tytuł profesora nadzwyczajnego SGGW, Wydział Rolnictwa i Biologii Szkoły Głównej Gospodarstwa Wiejskiego w Warszawie, Katedra Nauk o Środowisku Glebowym, Zakład Chemii Rolniczej.
W trakcie swojej kariery naukowej pełnił różne funkcje: był sekretarzem Rady Wydziału; w latach 2005-2008 członkiem Senatu Akademickiego. Od 2008 roku pełni funkcję Członka Rady Wydziału Rolnictwa i Biologii Szkoły Głównej Gospodarstwa Wiejskiego w Warszawie. Jest także Sekretarzem okręgu warszawskiego Olimpiady Wiedzy i Umiejętności Rolniczych. W latach 2002–2007 był pełnomocnikiem J. M. Rektora SGGW ds. konkursu Jak zreformować gospodarstwo mojego Ojca.

## Patenty
- 2012 - Szulc, W., Opracowanie technologii utylizacji odpadów drzewnych na zlecenie Centrum Technologii Użytkowej Sp. z.o.o. Kraków.
- Zgłoszenie patentowe Nawóz z podłoża po uprawie pieczarek i sposób jego wytwarzania Numer P.400123 WIPO ST 10/C PL 400123.
- 2006 - Szulc. W., Rutkowska B. Usuwanie uciążliwych zapachów w fermie trzody chlewnej Gospodarstwo Rolne Jegliński sp. z o.o., Glinojeck.
- 2005 - Szulc. W., Rutkowska B. Ocena zdolności sorpcyjnych podłoża kwarcowego i przydatności tego podłoża do wypełniania złoża w gminnych oczyszczalniach biologicznych – ekspertyza na zlecenie firmy MIKROSIL Sp z o.o.

## Najważniejsze projekty badawcze
- PROJEKT BADAWCZO – ROZWOJOWY nr pbs1/b8/4/2012 – wykonawca, Niskonakładowy i bezpieczny dla środowiska system nawożenia i siewu kukurydzy (termin realizacji 2012-2015), finansowane przez Narodowe Centrum Badań i Rozwoju.
- PROJEKT BADAWCZO – ROZWOJOWY nr 14-0012-04/2008 – wykonawca, Opracowanie technologii przetwarzania odpadów popieczarkowych na nawóz organiczny i nawozy organiczno-mineralne (termin realizacji 2008-2011) finansowane przez Narodowe Centrum Badań i Rozwoju.
- PROJEKT BADAWCZY nr 5 P06H 013 012, Stężenie mikroelementów w roztworze glebowym w zróżnicowanych warunkach glebowych i nawozowych – wykonawca, (termin realizacji 1997-1998) finansowane przez Komitet Badań Naukowych.
- PROJEKT BADAWCZY nr 6 P06R 04921- wykonawca, Regeneracja gleb lekkich nadmiernie zakwaszonych i wyczerpanych z dostępnych form fosforu i potasu (termin realizacji 2001-2005) finansowane przez Komitet Badań Naukowych.
- PROJEKT BADAWCZY SGGW – wykonawca, Ocena przydatności osadów ściekowych z oczyszczalni miejskich do rolniczego wykorzystania na przykładzie warszawskiej oczyszczalni ścieków Czajka (termin realizacji 1999-2000) finansowane przez Komitet Badań Naukowych.

## Promotor prac doktorskich
- 2013 Formy krzemu w glebie w różnych warunkach nawozowych Michał Hoch.
- 2013 Pożary jako czynnik kształtujący właściwości fizykochemiczne środowiska glebowego w ekosystemach leśnych Małgorzata Majder-Łopatka.

## Wybrane publikacje
- Rutkowska B., Szulc W., Bomze K., Gozdowski D., Spychaj-Fabisiak E. 2015. Soil factors affecting solubility and mobility of zinc in contaminated soils. International Journal of Environmental Science and Technology, Vol. 12, nr 5: 1687-1694.
- Rutkowska B., Szulc W., Hoch M., Spychaj-Fabisiak E. 2015. Forms of Al in soil and soil solution in a long-term fertilizer application experiment. Soil Use and Management, Volume 31, Issue 1, pages 114–120.
- Szulc W., Rutkowska B., Hoch M., Spychaj-Fabisiak E., Murawska B. 2015. Exchangeable silicon content of soil in a long-term fertilization experiment. Plant, Soil and Environment, Vol. 61, No. 10: 458–461.
- Szulc W., Rutkowska B. 2009. Dynamika pobierania magnezu przez jęczmień jary w płodozmianie czteropolowym. Nawozy i Nawożenie 34: 241-243.
- Szulc W., Rutkowska B. 2009. Nawozy mineralne jako źródło siarki w świetle trwałych doświadczeń nawozowych. Zesz. Probl. Post. Nauk Roln. 538: 277-282.
- Szulc W., Rutkowska B., Łabętowicz J. 2009. Ocena potrzeb nawożenia mikroelementami w uprawie zbóż na przykładzie owsa w wieloletnim doświadczeniu nawozowym na glebie lekkiej. Zesz. Probl. Post. Nauk Roln. 541: 425-431.
- Rutkowska B., Szulc W., Stępień W., Jobda J. 2009. Możliwości rolniczego wykorzystania zużytych podłoży po produkcji pieczarek Zesz. Probl. Post. Nauk Roln. 535: 349-356.
- Szulc W., Rutkowska B., Łabętowicz J. 2009. Wartość nawozowa odpadów organicznych. Zesz. Probl. Post. Nauk Roln. 535: 415-421
- Szulc W., Rutkowska B., Łabętowicz J., Gutowska A. 2009. Wywar gorzelniany - odpad czy nawóz organiczny? Zesz. Probl. Post. Nauk Roln. 535: 423-433.
- Szulc W. 2008. Potrzeby nawożenia roślin uprawnych siarką oraz metody ich wyznaczania. Wydawnictwo SGGW 98 str.(praca habilitacyjna).
- Szulc W., Rutkowska B., Stępień W. 2007. Ocena przydatności odpadów przemysłu drzewnego do nawożenia. Zesz. Probl. Post. Nauk Roln. 518: 185-194.
- Szulc W., Rutkowska B., Bomze K., Felak E. 2007. Wpływ zmianowania i nawożenia na zawartość mikroelementów w glebie. Fragm. Agronom. 1(93): 248-253.
- Szulc W., Rutkowska B., Stępień W., Kocik J. 2006. The influence of storage on sewage sludge composition and possibility of the sewage utilization. Humic Substances in Ecosystems 6: 186-189.
- Szulc W., Rutkowska B., Łabętowicz J., Korc M. 2006. Rola obornika na glebach lekkich w świetle wyników trwałych doświadczeń nawozowych. Nawozy i Nawożenie 4(29): 159-164.
- Szulc W., Rutkowska B., Łabętowicz J. 2005. Działanie nawozowe potasu zależnie od wapnowania i nawożenia obornikiem. Nawozy i Nawożenie 3(24): 415-422.
- Szulc W., Rutkowska B., Łabętowicz J. 2005. Bilans magnezu w różnych systemach nawożenia w trwałym doświadczeniu nawozowym na glebach lekkich. Journal of Elementology Vol. 10, z.4:1083-1090.
- Szulc W., Rutkowska B., Łabętowicz J. 2004. Czynniki kształtujące stężenie siarki w roztworze glebowym gleb rolniczych Polski. Rocz. Gleb. t. LV, nr 3: 207-212
- Szulc W., Rutkowska B., Łabętowicz J. 2004. Skład kationowy roślin uprawianych w warunkach stosowania kompostu ze śmieci miejskich „DANO”. Journal of Elementology t. 9, nr 3: 491-498
- Szulc W., Rutkowska B., Łabętowicz J. 2004.Wpływ trzech systemów nawożenia na zawartość ogólnych form siarki i węgla w profilu glebowym. Nawozy i Nawożenie 1(18): 92-98
- Szulc W., Rutkowska B., Łabętowicz J. 2004. Zawartość siarki siarczanowej w profilu gleby w zależności od roztworu ekstrakcyjnego i systemu nawożenia. Nawozy i Nawożenie 1(18): 129-136
- Szulc W., Rutkowska B., Łabętowicz J. 2004. Bilans mikroelementów w zmianowaniu w trwałym doświadczeniu nawozowym. Zesz. Probl. Post. Nauk Rol. 502: 363-369
- Szulc W., Rutkowska B., Łabętowicz J., Ożarowski G. 2003. Zmiany właściwości fizykochemicznych gleby w warunkach zróżnicowanego nawożenia kompostem „DANO”. Zesz Probl. Post. Nauk Rol. 494: 445-452
- Szulc W., Rutkowska B. 2002. Ocena możliwości wykorzystania w rolnictwie osadu ściekowego z miejskiej oczyszczalni ścieków. Acta Agroph. 70: 317-323
- Szulc W., Rutkowska B., Jaśkowska H. 2002. Występowanie bakterii rodzaju Azospirillum w rizosferze roślin zbożowych. Nawozy i Nawożenie 1: 300-306
- Szulc W., Rutkowska B., Łabętowicz J. 2001. Wpływ nawożenia osadem ściekowym na zawartość magnezu w glebie i w roślinach. Biuletyn Magnezologiczny 4: 650-656
- Szulc W., Rutkowska B., Łabętowicz J. 2001. Ocena wpływu wapnowania na ograniczenie pobierania metali ciężkich przez rośliny w warunkach stosowania osadu ściekowego z warszawskiej oczyszczalni ścieków „Czajka”. Zesz. Probl. Post. Nauk Rol. 476: 319-325
- Szulc W., Łabętowicz J., Rutkowska B. 2000. Ocena zawartości metali ciężkich w glebie po zastosowaniu osadu ściekowego z warszawskiej oczyszczalni ścieków „Czajka”. Zesz. Probl. Post. Nauk Rol. 472: 635-640

## Nauczane przedmioty
- Przyrodnicze wykorzystanie odpadów.
- Chemia rolna.

## Odznaczenia
- 2011 - Srebrny Medal Za Długoletnią Służbę,
- 2008 - Zasłużony Dla Rolnictwa,
- 2009 - Nagroda Rektora SGGW II stopnia za działalność naukową,
- 2007 - Złota Odznaka PTG,
- 2005 - Brązowy Krzyż Zasługi,
- 2004 - Srebrna odznaka PTG,
- 2001 - Medal Komisji Edukacji Narodowej.